# Mortal Kombat (film, 1995)
Pour les articles homonymes, voir Mortal Kombat (homonymie).
Ne doit pas être confondu avec Mortal Kombat (film, 2021).
Série Mortal Kombat (1995)
Mortal Kombat : Destruction finale
(1997)
Pour plus de détails, voir Fiche technique et Distribution.
Mortal Kombat ou Kombat mortel au Québec est un film fantastique américain réalisé par Paul W. S. Anderson et sorti en 1995.
Il s'inspire de la série de jeux vidéo Mortal Kombat de Midway Games. Malgré des critiques globalement négatives de la part de la presse, le film est un succès commercial. Une suite sera produite mais ne rencontrera pas le même succès.

## Synopsis
Liu Kang, un jeune Chinois expert en arts martiaux, apprend que son jeune frère a été tué au cours d'un combat contre le sorcier Shang Tsung. Ce dernier a promis à son maître Shao Kahn, l'empereur d'Outre monde, le contrôle absolu de la Terre pour que le mal et la désolation s'y installent pour l'éternité. Pour y parvenir, il suffit de remporter le « Mortal Kombat », un tournoi titanesque dont le vainqueur a toujours été le prince Goro, homme-dragon à quatre bras du royaume de Shokan. De son côté, afin de protéger la Terre, le seigneur Raiden, dieu du tonnerre, oppose plusieurs valeureux combattants à Shang Tsung. Parmi ceux-ci se trouvent Liu Kang, Johnny Cage, un acteur du cinéma d'action, et le lieutenant Sonya Blade, membre des Special Forces.

## Fiche technique
- Titre original et français : Mortal Kombat
- Titre québécois : Kombat mortel
- Réalisation : Paul W. S. Anderson
- Scénario : Kevin Droney, d'après la série de jeux vidéo Mortal Kombat créés par Edward J. Boon et John Tobias
- Musique : George S. Clinton
- Direction artistique : Jeremy Cassells
- Décors : Jonathan A. Carlson et Susan Degas
- Costumes : Ha Nguyen
- Photographie : John R. Leonetti
- Son : William Freesh, Gerry Lentz, Ken Teaney
- Montage : Martin Hunter
- Production : Lawrence Kasanoff

Productrices associées : Lauri Apelian et Alison Savitch
Producteurs délégués : Robert Engelman et Danny Simon
- Sociétés de production[1] : New Line Cinema, Threshold Entertainment
- Société de distribution[1] : New Line Cinema (États-Unis), Metropolitan Filmexport (France)
- Budget : 20 millions de dollars[2]
- Pays d'origine :  États-Unis
- Langue originale : anglais
- Format[3] : couleur (DeLuxe) - 35 mm - 1,85:1 (Panavision) - son DTS | Dolby Digital | SDDS
- Genre : arts martiaux, fantastique, action, aventures
- Durée : 101 minutes
- Dates de sortie[4] :
  - États-Unis : 18 août 1995
  - France : 25 octobre 1995
- Classification[5] :
  -  États-Unis : PG-13 - Parents Strongly Cautioned  (Certaines scènes peuvent heurter les enfants de moins de 13 ans - Accord parental recommandé, film déconseillé aux moins de 13 ans)
  -  France : Tous publics (visa d'exploitation no 88501 délivré le 5 octobre 1995)[6]

## Distribution
- Christophe Lambert (VF et VQ : lui-même) : Raiden
- Robin Shou (VF : Chris Bénard ; VQ : Gilbert Lachance) : Liu Kang
- Linden Ashby (VF : Jean-Philippe Puymartin ; VQ : Daniel Picard) : Johnny Cage
- Cary-Hiroyuki Tagawa (VF : Bruno Devoldère ; VQ : Vincent Davy) : Shang Tsung
- Bridgette Wilson (VF : Rafaèle Moutier ; VQ : Anne Bédard) : Sonya Blade
- Talisa Soto (VQ : Élise Bertrand) : la princesse Kitana
- Trevor Goddard (VF : Mario Santini) : Kano
- Kevin Michael Richardson (VF : Benoît Allemane ; VQ : Victor Désy) : Goro
- Chris Casamassa (VF : Dominique Collignon-Maurin) : Scorpion
- François Petit : Sub-Zero
- Keith Cooke : Reptile
- Gregory McKinney : Jackson Briggs
- Hakim Alston : le moine soldat
- Kenneth Edwards : Art Lean
- John Fujioka (en) : le prêtre en chef
- Daniel Haggard : l'assistant-réalisateur
- Sandy Helberg (VF : Michel Modo) : le réalisateur du film de Johnny Cage

## Production

### Choix des interprètes
Cameron Diaz devait initialement tenir le rôle de Sonya Blade mais elle a dû refuser avant le début du tournage à cause d'une blessure. D'autres actrices comme Sharon Stone et Dina Meyer ont été sollicitées pour le rôle qui sera retenu finalement pour Bridgette Wilson-Sampras.
Pour le rôle de Johnny Cage, le premier choix du réalisateur était Jean-Claude Van Damme mais ce dernier déclina pour tourner Street Fighter. Brandon Lee fut un temps le second choix mais il mourut sur le tournage de The Crow. D'autres acteurs comme Tom Cruise et Johnny Depp[réf. nécessaire] ont été sollicités pour le rôle y compris l'acteur et ex-champion de kick-boxing Gary Daniels mais c'est finalement Linden Ashby qui endosse le rôle.
Pour le rôle de Liu Kang, plusieurs noms ont circulé comme Jason Scott Lee, Russell Wong et Phillip Rhee. Mais le producteur décida d'attribuer ce rôle à Robin Shou car selon lui, il lui paraissait « plus crédible ».

## Accueil

### Accueil critique
Aux États-Unis, le long-métrage est moyennement reçu par la critique :
- Sur Internet Movie Database, il obtient un score de 5,8⁄10 sur la base de 99 476 critiques[7].
- Sur Metacritic, il obtient un score mitigé de la presse 58⁄100 sur la base de 12 critiques mais un score très favorable du public 8,4⁄10 basé sur 329 évaluations[8].
- Sur l'agrégateur américain Rotten Tomatoes, il a également reçu un accueil critique mitigé, recueillant 47 % de critiques positives, avec une moyenne de 4,5⁄10 sur la base de 18 critiques positives et 20 négatives[9].

En France, le long-métrage a reçu un accueil critique défavorable :
- Sur Allociné, il obtient une moyenne de 1,8⁄5 sur la base 161 critiques de la part des spectateurs[10].
- Sur SensCritique, il obtient une moyenne de 4,1⁄10 sur la base d'environ 8 000 critiques dont 178 coups de cœur et 581 envies[11].

### Box-office
Mortal Kombat est resté trois semaines en tête du box-office aux États-Unis.
| Pays ou région            | Box-office                      | Date d'arrêt du box-office | Nombre de semaines |
| ------------------------- | ------------------------------- | -------------------------- | ------------------ |
| États-Unis (1er week-end) | 23 283 887 $                    | du 18 au 20 août 1995      | -                  |
| États-Unis                | 70 454 098 $ 16 115 000 entrées | -                          | 19                 |
| France Paris              | 954 290 entrées 207 308 entrées | -                          | -                  |
| Total hors États-Unis     | 51 741 822 $                    | -                          | 19                 |
| Total mondial             | 122 195 920 $                   | -                          | 19                 |

## Distinctions
Entre 1995 et 1996, Mortal Kombat a été sélectionné 4 fois dans diverses catégories et a remporté 1 récompense.

### Récompenses
- BMI Film and TV Awards 1996 : BMI Film Music Award décerné à George S. Clinton

### Nominations
- Awards Circuit Community Awards (ACCA) 1995 : meilleur ensemble de cascades.
- Festival International du Film de Catalogne de Sitges 1995 : meilleur film pour Paul W.S. Anderson
- Motion Picture Sound Editors 1996 : meilleure montage de musique dans un film (étrangère et nationale) pour Joanie Diener

## Analyse
Lors de la dernière scène du film, la musique que l'on entend figurait déjà sur le long métrage précédent de Paul W. S. Anderson, Shopping.

## Suite
Le film connait une suite, Mortal Kombat : Destruction finale de John R. Leonetti, sortie en 1997, avec Robin Shou, Brian Thompson. Le succès commercial ne sera cette fois pas au rendez-vous.